# Ds. Pierson College

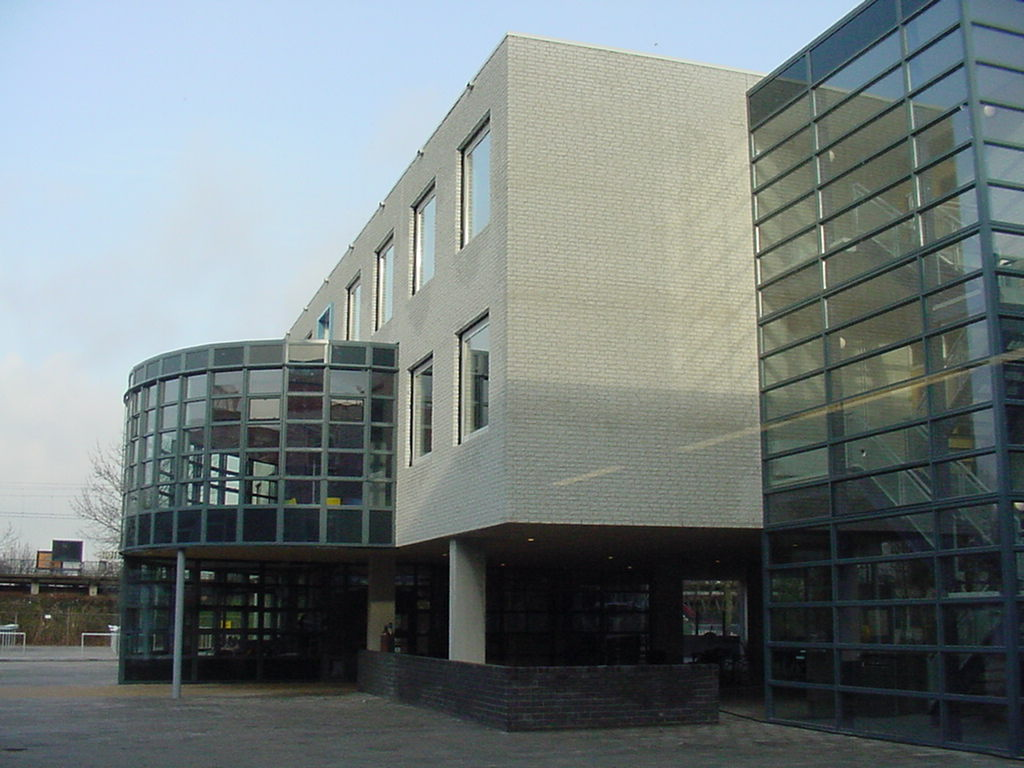
Nieuwe gebouw (Tweede Fase) van het ds. Pierson College.

Het ds. Pierson College is een protestants-christelijke scholengemeenschap in 's-Hertogenbosch.
De school is naar Dominee Hendrik Pierson genoemd. Op de scholengemeenschap wordt les gegeven aan leerlingen die het vmbo-t, havo of vwo volgen. De school is gevestigd aan de Geraert ter Borchstraat, op loopafstand van station 's-Hertogenbosch Oost.

## Geschiedenis
De school is ontstaan uit een fusie van een kleuterschool, een lagere school en een ULO. In 1968 ging de ULO verder als mavo. De lagere school en kleuterschool waren toen inmiddels al opgeheven. In de jaren zeventig werd er ook nog een havo-afdeling toegevoegd, een grote wens van de toenmalige directeur. Deze directeur had zich veelvuldig ingezet voor de oprichting van een havo-afdeling. De school groeide vanaf die tijd snel. De school gebruikte daarom ook nog steeds de gebouwen van de voormalige lagere school en kleuterschool. De vwo-afdeling kwam er in de jaren tachtig bij.
In 1993 verhuisde het ds. Pierson College naar de huidige locatie. Vanwege de beschikbare ruimte kon de school weer groeien. De groei stokte niet, zodat de bouw van een nieuw gebouw voor de tweedefaseleerlingen in 2006 noodzakelijk werd. Lux kreeg dit nieuwe gebouw als naam. Met op de begane grond het D-Café voor de bovenbouwleerlingen. D verwijst ook naar de etageaanduiding. A-B-C bevinden zich in het hoofdgebouw. 

## Gouden Schoolbank
Op 12 oktober 2006 won het ds. Pierson College de Gouden Schoolbank en 10.000 euro, voor het beste studiehuis van Nederland.

## CodeWeek School
Op 7 oktober 2022 kreeg het ds. Pierson College het CodeWeek School Label vanwege hun inzet rondom programmeren en digitale geletterdheid. Dit label werd uitgereikt namens CodeWeek en is twee jaar geldig. 